# Muhammad Fara Hassan
  Muhammad Fara Hassan  (àrab: محمد فرح عيديد)  (Beledweyne, 15 de desembre de 1934 - Mogadiscio, 2 d'agost de 1996) àlies «Aydid» (somali: Caydiid; àrab: عيديد, ʿAydīd), fou un polític i militar somali que va servir en el règim de Siad Barre a Somàlia el 1969. El 1976 es va separar de la seva dona, que va marxar als Estats Units amb cinc fills. No gaudia de plena confiança del Partit Socialista Revolucionari Somali (partit únic de Somàlia, d'ideologia comunista) i fou enviat com ambaixador a l'Índia.

## Biografia
El 1989, Ismael Jimaale, advocat, president del residents del grup de clans Hawiye a Mogadiscio i membre del subclan Abgal, va fundar una secció a Mogadiscio del Congrés de la Somàlia Unificada (clandestinament). Jimaale va demanar al general Mohamed Farah Hassan àlies Aydid, que estava encara com ambaixador de Somàlia a l'Índia, que s'unís al moviment per dirigir les seves forces militars bàsicament del subclan Habr Gedir; Aydid va desertar i va acceptar l'oferta.
Després d'un any Aydid va convocar a un Congrés de reorganització a Mustahil a la regió del riu Shebelle, en territori etíop just després de travessar la frontera de Belet Huen (maig i juny de 1990) i al congrés van assistir: una delegació d'exiliats, un comitè del Moviment Nacional Somali front sud, una delegació de les milícies de Balli Dhuumoodle, una delegació de milicians establerts a Hanan-Weilood, una delegació de guerrilles de la regió de Galgadud i Mogadiscio, i independents. El Congrés va elegir a Aydid com a president i es va proposar suprimir els quarters del CSU a Roma i fixar els quarter general a les zones alliberades.
Es van estructurar tres corrents: la primera entorn del general Aydid sota la direcció del Dr. Jimaale, operant a Etiòpia i progressivament a l'interior de Somàlia; la segona que tenia la seva base a Mogadiscio i incloïa membres fundadors del grup; i la tercera, amb seu a Roma, formada pels expatriats.
Les activitats d'Aydid a la zona central i les del Moviment Nacional Somali al nord van aconseguir debilitar al règim de Barre. El desembre de 1990 una revolta popular a Mogadiscio instigada per la secció del CSU a la capital que havia format una petita milícia, va contribuir molt a la caiguda de Barre. Fou aquesta secció de Mogadiscio qui al fugir Barre el gener de 1991 va proclamar a l'empresari hoteler Mohamed Ali Mahdi com a president interí i va provocar la lluita entre les faccions que abans combatien en comú. De fet Aydid i Mahdi van formar dos grups separats que es van enfrontar militarment el novembre de 1991 i després d'això Mahdi va convocar un Congrés o conferència dels seus seguidors (27 a 30 de gener de 1992) en què Aydid fou destituït com a President i substituït per Mohamed Qanyare Afrah, un home de negocis de Mogadiscio del subclan Murasade dels Hawiye, clan que inicialment havia estat neutral.
El 12 d'agost] de 1992, quatre grups es van reunir a Bardera i van formar l'Aliança Nacional Somali (el Moviment Nacional Somali del Sud, la facció del general Aydid del CSU, la facció de Jess de Moviment Patriòtic de Somàlia, i la facció de Nur Aliyou del Moviment Democràtic de Somàlia). Aquesta aliança es va assegurar el control de la major part del centre de Somàlia, des Galkayo fins prop de la frontera de Kenya.
El 1992-1993 l'operació "Retornar l'esperança" encapçalada pels Estats Units, suposadament per portar ajut alimentària als afamats (que eren principalment de la regió del sud-oest on les forces lleials a Barre havien desorganitzat l'economia) va topar amb l'oposició d'Aydid. Alguns soldats americans van morir en enfrontaments amb els milicians d'Aydid (1993), que va endegar la recerca del general. A la missió dels Estats Units (que es va retirar del país) va seguir l'ONU (1993-1995) que va continuar la busca sense èxit. Aydid es va proclamar president de Somàlia (15 de juny de 1995) però sense govern central la proclamació no tenia cap valor.
Aydid va resultar greument ferit el juliol de 1996 en un enfrontament amb els seguidors del seu lloctinent Osman Ali Atto, i va morir de les ferides el 2 d'agost de 1996. El va substituir el seu fill Hussein àlies Aydid, incloent en la presidencia nominal.